# Kvarnhusberget
Kvarnhusbergets naturreservat är ett reservat i Skorped, i Örnsköldsviks kommun. Det bildades 2010 och består av ett drygt 200 hektar område med gammelskog på östra sidan av Uvsjön.

## Lavar och svampar
I området finns lavar och tickor som är typiska för naturskog. Bland annat kan nämnas lunglav, doftticka, stor aspticka, tallticka, rosenticka, rynkskinn, lappticka, ostticka, blackticka och sprickporing.

## Syfte
Syftet med reservatet är att bevara biologisk mångfald och en värdefull naturmiljö, närmare bestämt en naturskogsmiljö som har mycket döda stående och liggande träd. Några av skogsytorna kan komma att bli föremål för naturvårdsbränning.